# Yackxeri Vela
Yackxeri Vela es una ingeniera forestal, monitora ambiental, lideresa ambiental peruana. Ella es miembro de la Asociación de Recolectores Orgánicos de Nuez Amazónica de Perú (RONAP), que reclama el uso sostenible del árbol de castaña (Bertholletia excelsa) en la selva peruana. Ha sido reconocida con el Premio Sacha en 2023.

## Trayectoria
Yackxeri Vela Grifa es ingeniera forestal, formada en la Universidad Nacional de San Antonio Abad del Cusco (UNSAAC),  monitora ambiental y miembro de Asociación de Recolectores Orgánicos de Nuez Amazónica de Perú (RONAP), así como responsable del área forestal y producción ecológica en RONAP, que cuida de la conservación de los bosques amazónicos de castaña. Su vida y la de su familia siempre estuvieron ligadas al bosque, es la tercera generación de castañeros, hija y nieta de concesionarios castañeros. Los bosques de castaña no solo generan puestos de trabajo e ingresos para cientos de familias, sino que también permiten conservar la biodiversidad y contribuyen a mitigar el cambio climático.

La castaña no solo es una actividad, es un sentimiento que se deja crecer, para vivir en felicidad con el entorno, viendo a las especies, escuchando la música del viento sobre los árboles, aceptando con gratitud el regalo del bosque”, nos dice Yackxeri

Para  Yackxeri Vela el trabajo en equipo es fundamental por los apoyos compartidos, la defensa de la Amazonia y los aprendizajes entre los que se encuentran el uso de las tecnologías, «Manejamos alertas satelitales tempranas, realizamos monitoreos, identificamos y denunciamos cambio de uso de territorio, invasiones y otros delitos. Gracias al apoyo de USAID, consolidamos la Red de Monitoreo de Delitos Ambientales de Madre de Dios», explica Yackxeri.

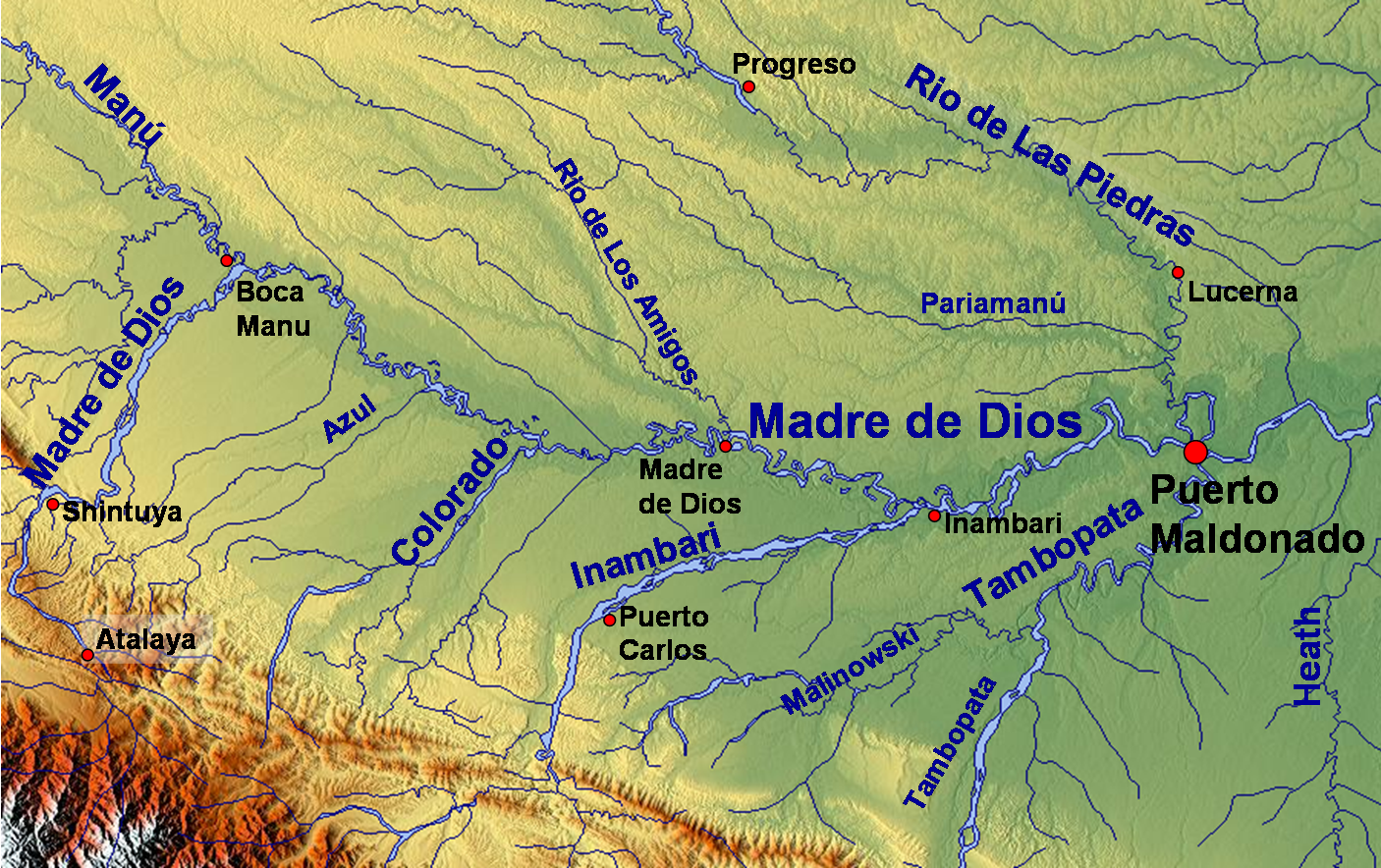
Rivers of Madre de Dios

Yackxeri Vela trabaja en el proyecto de conservación y vigilancia en la Amazonia, en la formación del personal de las zonas afectadas, en la educación ambiental para niños y jóvenes y en el establecimiento de redes. 
Ha formado parte de la iniciativa de la constitución de la Red de Monitoreo de Delitos Ambientales de Madre de Dios integrada por de El Comité de Gestión de la Reserva nacional de Tambopata, el Ejecutor del Contrato de Administración de la Reserva Comunal Amarakaeri (ECA Amarakaeri), la Asociación de Concesionarios forestales de Madre de Dios (ACOMAD) y la Asociación de Recolectores Orgánicos de Nuez Amazónica de Perú (RONAP).

### Asociación de Recolectores de Castaña Amazónica (RONAP)
La asociación se creó en 2003 en Tambopata con la finalidad de promover la recolección, transformación y exportación sostenible de la castaña amazónica y es conservar cerca de 44 000 hectáreas de bosques en Madre de Dios, departamento que es el principal productor y exportador de castaña en el Perú.

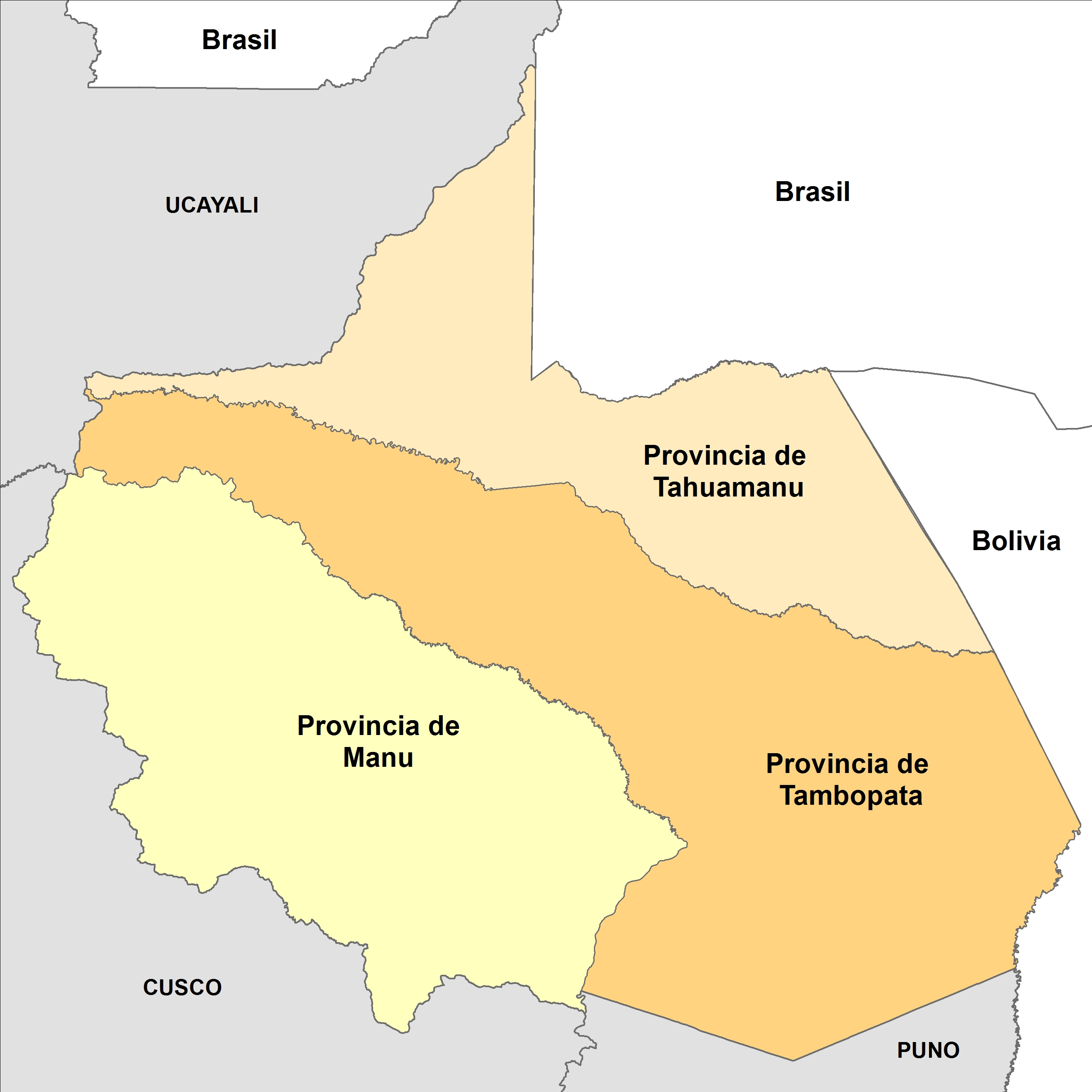
Madre de Dios Provincias

Los bosques de castaña son únicos en el mundo, y solamente crecen en la frontera de Perú, Brasil y Bolivia. Los árboles superan los 50 metros de altura y pueden vivir unos 1000 años. Sus frutos son unos cocos de entre 10 y 15 centímetros de diámetro, dentro los cuales crecen las castañas (sus semillas).
El concesionario del aprovechamiento del árbol de castaña amazónico recolecta los frutos que caen de los árboles y en compensación el agricultor asume la responsabilidad de proteger el bosque.
La tala y minería ilegales han afectado a las concesiones para el aprovechamiento de la castaña; debido a estas actuaciones ilegales en el año 2021 la RONAP, la Asociación de Concesionarios Forestales de Madre de Dios y el Comité de Gestión de la Reserva Nacional Tambopata unieron fuerzas para crear la primera Red de Monitoreo de Delitos Ambientales de Madre de Dios. Los miembros reciben formación continua por la Agencia de los Estados Unidos para el Desarrollo Internacional (USAID) en el uso de herramientas tecnológicas para vigilar y denunciar delitos ambientales.                

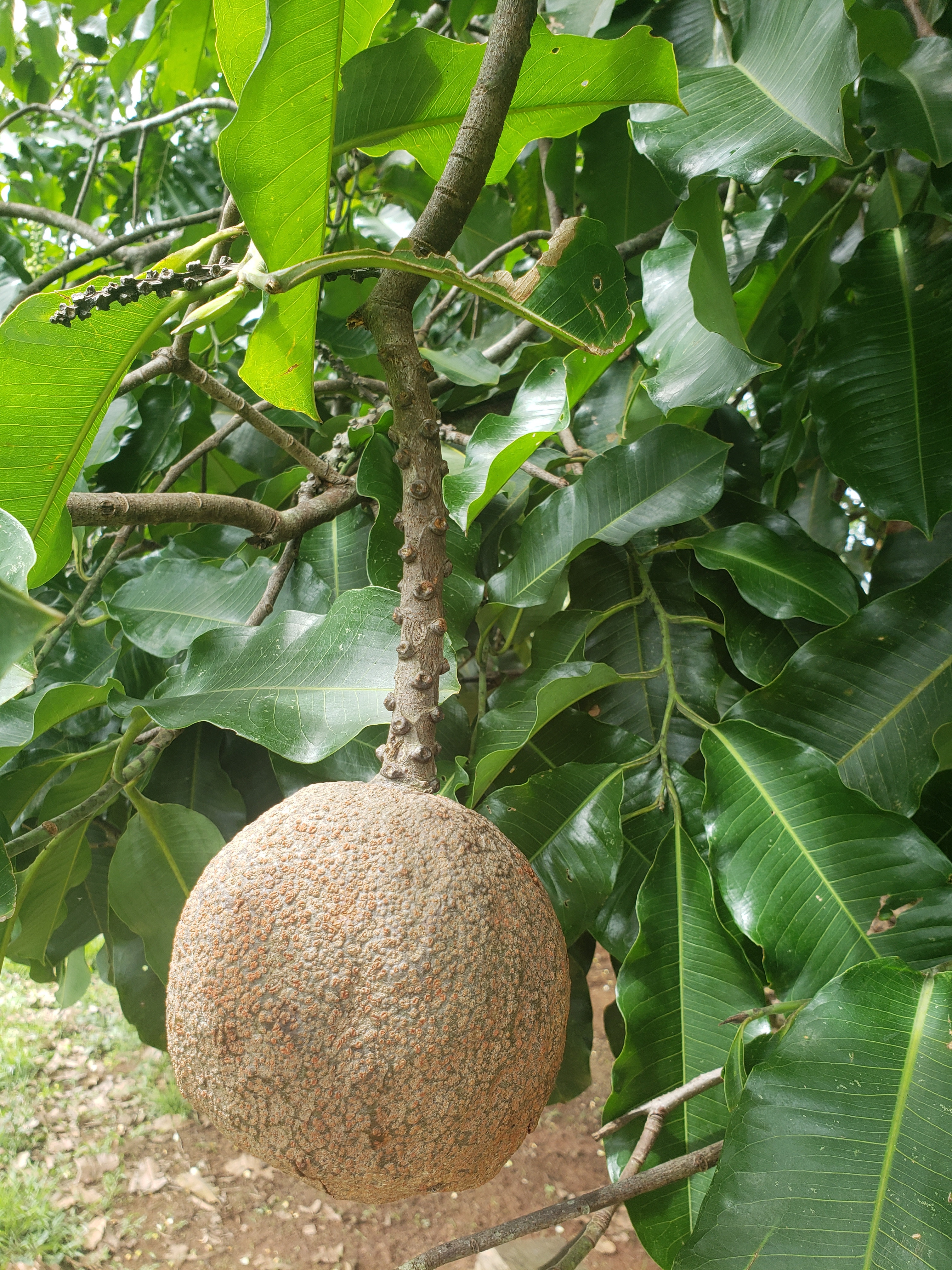
Coco de castaña

La red se ha unido para conservar los bosques y sus propiedades, pero también para generar más conciencia ambiental.

## Premios y reconocimientos
- Premio Sacha (Costa Rica) - Mentores Latinoamericanos por la Acción Climática, galardón mundial que destaca a líderes ambientales por contribuir a la conservación de bosques.[1]